# Auguste Wanderpepen
Auguste Wanderpepen (Binche, 20 februari 1814 - 18 maart 1879) was een Belgisch liberaal volksvertegenwoordiger.

## Levensloop
Wanderpepen was een zoon van notaris Hubert Wanderpepen en van Charlotte Charlier. Hij trouwde met Émerante Lecocq.
Grootgrondbezitter, werd hij liberaal provincieraadslid (1845-1879) en gedeputeerde (1852-1857 en 1860-1879) in Henegouwen. 
In december 1857 werd hij liberaal volksvertegenwoordiger voor het arrondissement Thuin. Voor korte tijd slechts, want op 7 mei 1858 werd hij al opgevolgd.
Gedurende de maand juli 1878 was hij interim provinciegouverneur in Henegouwen.